# Jules Georges Piquet
Jules Georges Piquet (13 tháng 1 tháng 1839 - 18 tháng 1 năm 1923) là một chính trị gia người Pháp. Ông từng là Toàn quyền Đông Dương thuộc Pháp, thời gian tại nhiệm từ ngày 3 tháng 5 năm 1889 đến ngày 18 tháng 4 năm 1891. Ngoài ra, ông còn làm Toàn quyền ở vùng Ấn Độ thuộc Pháp, thời gian tại nhiệm từ năm 1888 đến 1889.
Ông sinh ra tại Castle Chevignat (Coumangoux, Ain), con trai của Victor Piquet (1795-1876), và Pauline Marchand. (1813-1873). Ông bắt đầu sự nghiệp quân đội năm 20 tuổi, sang Đông Dương tham gia chỉ huy đạo quân viễn chinh đánh dẹp các cuộc khởi nghĩa, nhất là cuộc khởi nghĩa Nguyễn Trung Trực ở Rạch Giá.